# Odontocera quadrivittata
Odontocera quadrivittata är en skalbaggsart som beskrevs av Julius Melzer 1922. Odontocera quadrivittata ingår i släktet Odontocera och familjen långhorningar. Inga underarter finns listade i Catalogue of Life.